# 孝靜翁主
孝靜翁主（韓語：효정옹주，1520年—1544年），姓李，名順環（又名舜環），朝鮮中宗李懌的庶四女，生母為淑媛李氏。

## 生平
中宗十五年（明正德十五年）十月二十九日申時誕生，後下嫁趙義貞。
中宗三十九年，孝靜翁主因產後病而死，其夫婿趙義貞因寵愛妾室，竟晚了好幾天才通報，導致無法救治；當時中宗非常憤怒，將趙義貞及其妾室均流放遠地。

## 家庭
- 祖父：朝鮮成宗李娎
  - 父：朝鮮中宗李懌
  - 嫡母：端敬王后慎氏
  - 嫡母：章敬王后尹氏
    - 異母兄：朝鮮仁宗李峼（1515年－1545年）

  - 嫡母：文定王后尹氏
    - 異母弟：朝鮮明宗李峘（1534年－1567年）
- 外祖父：李白先
  - 生母：淑媛李氏
    - 同母姐：貞順翁主李貞環
    - 夫：淳原尉趙義貞
      - 子：趙天啓
        - 嗣孫：趙玲，配青松沈氏（沈忠謙之女、鳳城君李岏的外孫女）。無後。

## 附註
1. ↑  《璿源錄》
2. ↑  〈翁主舜環阿只氏胎藏誌〉
3. ↑  〈翁主舜環阿只氏胎藏誌〉皇明正德十五年十月二十九日申時生王女翁主舜環阿只氏胎正德十五年十二月十七日巳時藏
4. ↑  中宗實錄102卷,中宗39年(1544/甲辰/明嘉靖23年)2月19日(戊子)4번째기사